# Karel Heijting
Karel Heijting (* 1. Mai 1883 in Kutoarjo, Purworejo; † 1. August 1951 in Paris) war ein niederländischer Fußballspieler. 
Heijting spielte 1899 zunächst bei Swift Den Haag, schloss sich aber bereits ein Jahr später HVV Den Haag an. Er bestritt 17 Länderspiele für die niederländische Nationalmannschaft und gehörte der niederländischen Mannschaft an, die bei der Olympiade 1908 die Bronzemedaille gewann. 
1914 wanderte Heijting nach Frankreich aus und trat der Fremdenlegion bei. Im Ersten Weltkrieg wurde er verwundet und geriet in Kriegsgefangenschaft. Nach seiner Entlassung kehrte er nach Frankreich zurück, wo er 1951 in Paris starb.